# 鞍馬楊心流
鞍馬楊心流（くらまようしんりゅう）とは、上甑島（現 鹿児島県薩摩川内市）に伝えられた武術の流派。柔術、棒術、居合術、剣術、捕縄術などを含む。現在は甑島と鹿児島市内に伝承される。

## 歴史
鞍馬楊心流に伝わる伝書によると、楊心流の遠祖は鞍馬山僧正坊の弟子の鬼一法眼であるとしている。
鬼一法眼から牛若丸に相伝したが、その後中絶していたものを秋山四郎兵衛が鞍馬山の宝蔵から虎之巻八巻を得た後に諸国修行し鞍馬楊心流と称して再興したとされる。
『武芸流派大辞典』では「塩田甚太夫（初代）が楊心流と鈴木流を合わせて1780年（安永9年）に開いたが、系譜では楊心流開祖の秋山四郎兵衛を初代としている。」とされているが、当流の伝承では、塩田甚太夫が学んだ肥前の住人、中田彦左衛門がすでに鞍馬楊心流剣術と名乗っていたとされる。中田彦左衛門は疋田新陰流剣術、楊心流柔術、難波一甫流捕縄を学び、楊心流の鞍馬発祥の伝説より自らの流儀名を鞍馬楊心流としたと考えられる。塩田甚太夫は中田彦左衛門と彦左衛門の子、中田元随より鞍馬楊心流を学んだとされる。
鈴木流に関しては、昭和後期に行われた鞍馬楊心流先代宗家の鈴木流の古老たちへの聞き取り調査や研究により、鞍馬楊心流とほぼ関係が無い事が判明している。
戦後、鹿児島県警察の逮捕術に鞍馬楊心流の技法が一部採り入れられた。
長崎県西彼杵郡の昔話、たんたん岩の杢太郎に鞍馬揚心流が絞め技に長けた武術として登場する。地域的に考えて塩田甚太夫が学んだ鞍馬楊心流と同系統の流派の逸話である可能性がある。

## 系譜
- 秋山四郎兵衛尉義昌（豊後高田の住人）
- 大江千兵衛尉義時（肥前諫早の住人）
- 岩永千之亟義重（肥前佐賀の住人）
- 中田彦衛門直澄（肥前佐賀今津の住人）
- 中田元随直清（肥前佐賀今津の住人）
- 塩田甚太夫
- 塩田伊平太
- 塩田甚太夫
- 塩田甚七
- 塩田甚一郎
  - 塩田甚志  (甑島)
    - 塩田甚斉
      - 塩田甚英

- - 塩田國貴 　(鹿児島市)
    - 塩田哲也

### 疋田からの系譜
- 疋田豊伍郎
- 坂井半助
- 岡吉兵衛
- 杉島九郎兵衛
- 太田宗八
- 太田小左衛門
- 村上良順院
- 藤田仁兵衛
- 今井左次兵衛
- 中田彦衛門

## 技法
座捕
手搦、四門、片羽、夢枕、腰巻、無刀、睾突
飛天膳越、片羽の打付、入腰、状渡、引立
立捕
襟引、車轉、追駈、試手、行合、行合の打付、羽交
肘突、大腰右、大腰左、巻落右、巻落左、身砕、不追
居合
竹鞭剣、胴払、逆抜、柄留、柄取
三尺棒
素手棒、三切、睾蹴、矢筈、大腰右、巻棒、大腰左、巻棒、肩越
六尺棒
睾蹴、肩越、均棒、巻棒
小刀
剃刀、胴拂、睾突、竹鞭剣
捕繩
早繩、高手小手

## たんたん岩の杢太郎
その昔、村の役人の子で「杢太郎」というとても勇敢な子供がいた。杢太郎は毎日武術の稽古に励み、その帰りに裏山にそびえる「たんたん岩」に登るのが日課になっていた。ある日、杢太郎がいつものようにたんたん岩を登っていると、地鳴りと共に目の前が真っ暗になり、杢太郎の体を何かが締め付けてくる。 
すると岩の中から「これは鞍馬揚心流の絞め技だ。この苦しさを覚えておけ。これから世は乱れてくる。おまえは村を出て鞍馬に向かい、揚心流の修行をするのだ」と声がする。正気に戻って辺りを見ると、一羽の黒い烏が飛び去るのが見えた。
それから七年後、杢太郎は修行を終え、たくましい姿で村に戻ってきた。その頃世は乱れ、村でも悪事は絶えなかった。杢太郎は揚心流の絞め技を用い、決して相手の命を取ることなく悪人を捕まえていった。それからというもの村は七年前と同じように平和でのどかな村になったという。 